# 宏都拉斯花鱂
宏都拉斯花鱂（学名：Poecilia hondurensis），為輻鰭魚綱鯉齒目鯉齒亞目花鳉科的其中一種，分布於中美洲宏都拉斯的淡水流域，體長可達4.3公分，屬雜食性，生活習性不明。
其种加词“hondurensis”意为“洪都拉斯的”。